# Лебедев, Пётр Алексеевич
Пётр Алексеевич Лебедев (1807—1884) — протоиерей Русской православной церкви, настоятель Исаакиевского собора.

## Биография
Родился 13 (25) января 1807 года в семье священника Нижегородской губернии, в селе Зверево Сергачского уезда. Окончил Нижегородскую семинарию и Санкт-Петербургскую духовную академию (вып. 1831) и был определён 21 ноября 1831 года священником и законоучителем в Санкт-Петербургский Мариинский институт, где состоял до 1836 года, когда с 16 июля был назначен законоучителем и священником в Петербургский технологический институт. Также в 1832—1869 годах он преподавал Закон Божий в аудиторской школе (впоследствии военно-юридическое училище, а затем Военно-юридическая академия) и в 1835—1859 годах обучал Закону Божьему воспитанниц Повивального института и для исправлял требы в родильном госпитале.
Был возведён в сан протоиерея 24 октября 1846 года.
В 1866 году перемещён из церкви Технологического института на настоятельскую вакансию в Вознесенскую приходскую церковь. С 28 февраля 1866 года указом Св. Синода был определён членом в Санкт-Петербургскую духовную консисторию.
Как пастырь, он снискал любовь и уважение и прихожан и столичного духовенства, которое избрало его в 1869 году духовником священно-церковнослужителей одного из благочиннических округов. 
30 сентября 1870 года П. А. Лебедев был назначен настоятелем кафедрального Исаакиевского собора; 8 апреля 1873 года он получил митру, а 21 ноября 1881 года, по случаю исполнившегося пятидесятилетия служения церкви, Пётр Лебедев Высочайше был пожалован орденом Св. Анны 1-й степени. В декабре 1870 года Лебедев стал членом попечительства о бедных духовного звания. Во время его служения в Исаакиевском соборе в 1883 году была открыта бесплатная столовая для бедных на добровольные взносы прихожан. 
П. А. Лебедев был одним из организаторов издательства «Кафедра Исаакиевского собора», выпускавшего духовную литературу.
Умер 2 (14) сентября 1884 года. Похоронен на Свято-Троицком кладбище в Ораниенбауме (ныне Ломоносов). Сохранился лишь постамент надгробия и ограда.

## Награды
- набедренник от Св. Синода «за примерное и честное поведение и преподавание воспитанницам Закона Божия» (28.03.1834).
- бархатная фиолетовая скуфья (14.02.1837).
- бархатная фиолетовая камилавка (26.08.1841).
- наперсный крест (21.04.1845).
- орден Св. Анны 3-й степени (05.04.1852).
- орден Св. Анны 2-й степени (16.04.1855) (императорская корона к ордену — 25.02.1858).
- орден Св. Владимира 3-й степени от Св. Синода (13.04.1863).
- золотой наперсный крест, украшенный драгоценными камнями «за долговременную и отлично-усердную при Технологическом институте службу» (16.04.1868).
- палица (19.12.1871).
- митра (08.04.1873).
- орден Такова 3-й степени (12.04.1880).
- орден Св. Даниила 3-й степени (24.07.1881).
- орден Св. Анны 1-й степени (21.11.1881).